# Teatro Laboratorio
Il Teatro Laboratorio è il locale allestito appositamente, tra il 1961 e il 1963, nel cortile al numero 23 di piazza San Cosimato a Roma,  da Carmelo Bene per le sue esibizioni, ricerche e sperimentazioni sul teatro. Nel libro Sono apparso alla Madonna, lo si descrive simigliante a...
"...Sing Sing, tutto inferriate, grate, popolarissimo palazzo di sette, otto piani".
Fu chiuso definitivamente con la messa in scena del Cristo '63, quando un certo Alberto Greco, pittore argentino nei panni dell'apostolo Giovanni, completamente ubriaco, orinò sulla platea, sull'ambasciatore argentino e sulla sua consorte.
Agli spettacoli tenuti al Teatro Laboratorio erano assidui Pier Paolo Pasolini, Ennio Flaiano, Angelo Maria Ripellino, Alberto Moravia, Elsa Morante, Sandro Penna. Alcuni attori provenivano dalla compagnia D'Origlia-Palmi del Borgo Santo Spirito, come Manlio Nevastri (in arte Nistri), Luigi Mezzanotte, e, se così si può dire, il braccio destro di Carmelo Bene, Alfiero Vincenti.
È di questo periodo il tentativo, peraltro breve, di fondere due compagnie teatrali dei primi anni sessanta, quella del Teatro Laboratorio, di Carmelo Bene, e quella del Teatro della Ripresa, diretta da Carlo Quartucci di cui facevano parte, tra gli altri, Leo de Berardinis, Cosimo Cinieri e Rino Sudano. L'esordio di questa compagnia teatrale avviene nel 1962 con la rappresentazione di Me e Me' al Teatro Goldoni di Roma. Queste due compagnie tentavano di rappresentare un'alternativa al teatro di "regia critica" del tempo di Giorgio Strehler, Luigi Squarzina, Vito Pandolfi e Luchino Visconti.

## Spettacoli tenuti al Teatro Laboratorio
- Pinocchio, da Carlo Collodi, con R. B. Scerrino, G. Lavaggetto (1961)
- Amleto, da William Shakespeare, con R. B. Scerrino, C. Sonni, L. Mezzanotte (1961)
- Spettacolo-concerto Majakovskij (II edizione), musiche dal vivo di A. Rosselli (1962)
- Spettacolo-concerto Majakovskij (III edizione), musiche dal vivo di G. Lenti (1963)
- Addio porco (II edizione di Gregorio: cabaret dell'800), con R. B. Scerrino, L. Mezzanotte. (1963)
- Cristo '63, con Alberto Greco (1963)